# Maasländische Renaissance
Die maasländische Renaissance ist die eigentlich nicht ganz korrekte Bezeichnung für einen regionalen Architekturstil im Hochstift Lüttich aus dem 16., 17. und 18. Jahrhundert. Der Ausdruck wurde, analog zu den Begriffen „Maasländische Kunst“ und „Maasgotik“, vom limburgischen Professor für Kunstgeschichte Jan Joseph Marie (J.J.M.) Timmers in seinem grundlegenden Werk De kunst van het Maasland (vor allem im zweiten Band De gotiek en de renaissance) eingeführt, um die „Eigenheit“ der Baukunst im Limburger und Lütticher Maasland auszudrücken. Angestoßen von Timmers Deutung, haben sich Kunsthistoriker zustimmend oder kritisch mit der vermeintlichen „Eigenheit“ der maasländischen Kunst auseinandergesetzt. Inzwischen ist der Begriff – ob er nun richtig oder falsch ist – Gemeingut geworden.

## Lütticher Renaissance
Die maasländische Renaissance kann als Variante der klassischen Lütticher Renaissance betrachten werden, ein Baustil, der sich nah an der italienischen Renaissance orientiert. Dieser Baustil florierte im Hochstift Lüttich zur Amtszeit des Fürstbischofs Erhard von der Mark (1505–1538). Im politischen wie kulturellen Zentrum des Hochstifts, der Stadt Lüttich, stützte sich der ursprünglich aus Italien stammende Stil zunächst auf klassische italienische Modelle. Mit dem Bau des neuen fürstbischöflichen Palais (von 1526 an unter dem Baumeister Arnold van Mulken) entstand eine mehr oder weniger eigenständige Bauweise, gekennzeichnet durch Säulenarkaden mit tulpenförmigen Pfeilern und akkoladenförmige Fensterstürze. Das Stadtpalais Cortenbach ist ein weiteres Beispiel für diesen neuen Stil. Das womöglich typischste Beispiel der Lütticher Renaissance ist das Portal der Saint-Jacques-Kirche, das 1558 von Lambert Lombard, der auf einer Studienreise nach Italien gewesen war, entworfen wurde.
Außerhalb der größeren Städte Lüttich und Maastricht fand der klassische Lütticher Renaissancestil kaum Nachahmung. In Maastricht können die Säulenarkade im Innenhof des Spaans Gouvernement, sowie einige Details in den Kreuzgängen der Liebfrauenbasilika und der Servaasbasiliek als Beispiele gelten. Des Weiteren ist der Stil an einigen aus Blaustein gebauten Eingangsseiten (z. B. beim Schloss Aspremont-Lynden in Oud-Rekem) sowie bei gemeißelten Grabsteinen und Epitaphen zu erkennen (z. B. in der Maastrichter Servaasbasilika, der Sint-Stefanuskerk in Wijnandsrade, der Sint-Augustinuskerk in Elsloo und der Sint-Lambertuskerk in Mheer).

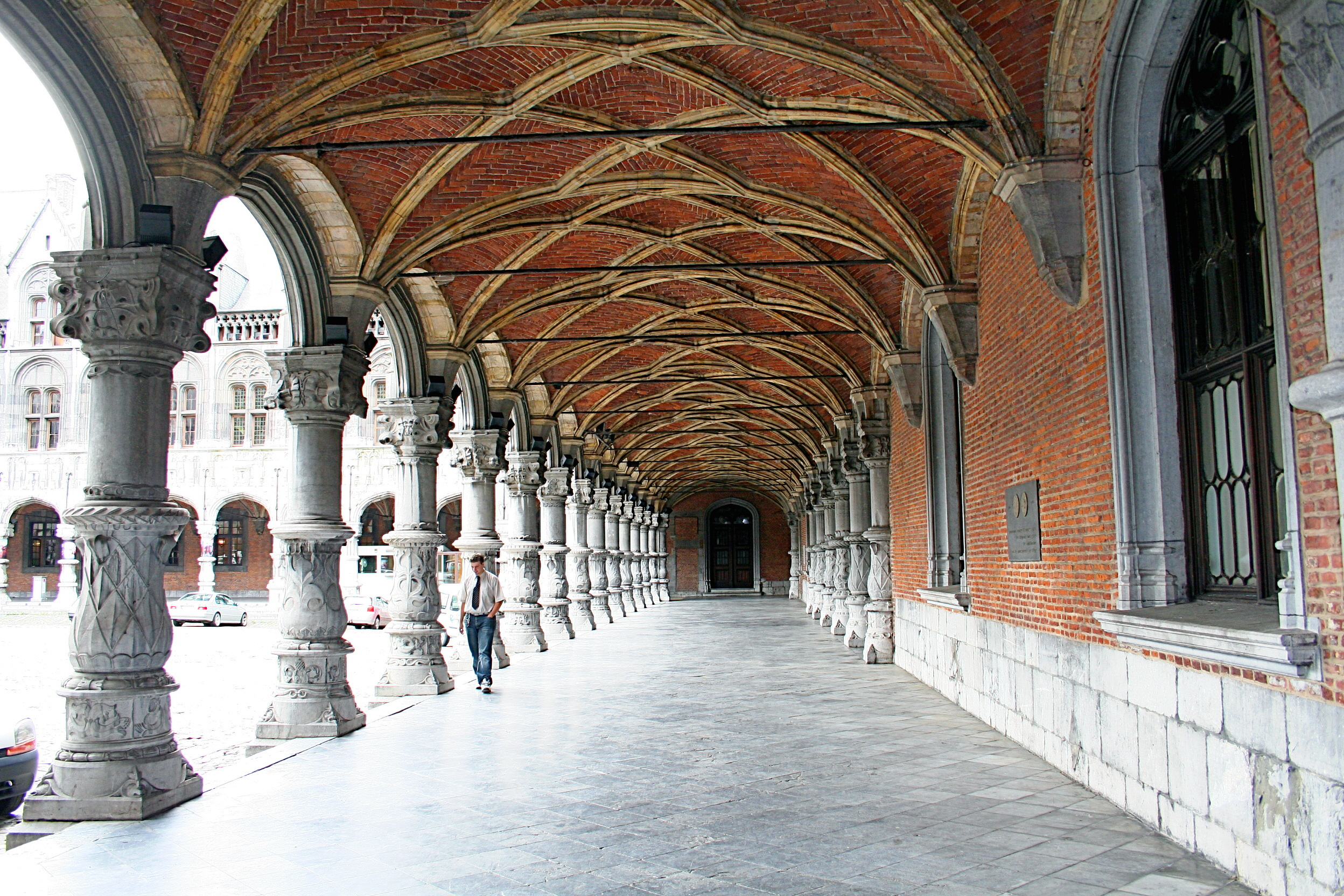
Cour d'Honneur, Fürstbischöfliches Palais, Lüttich
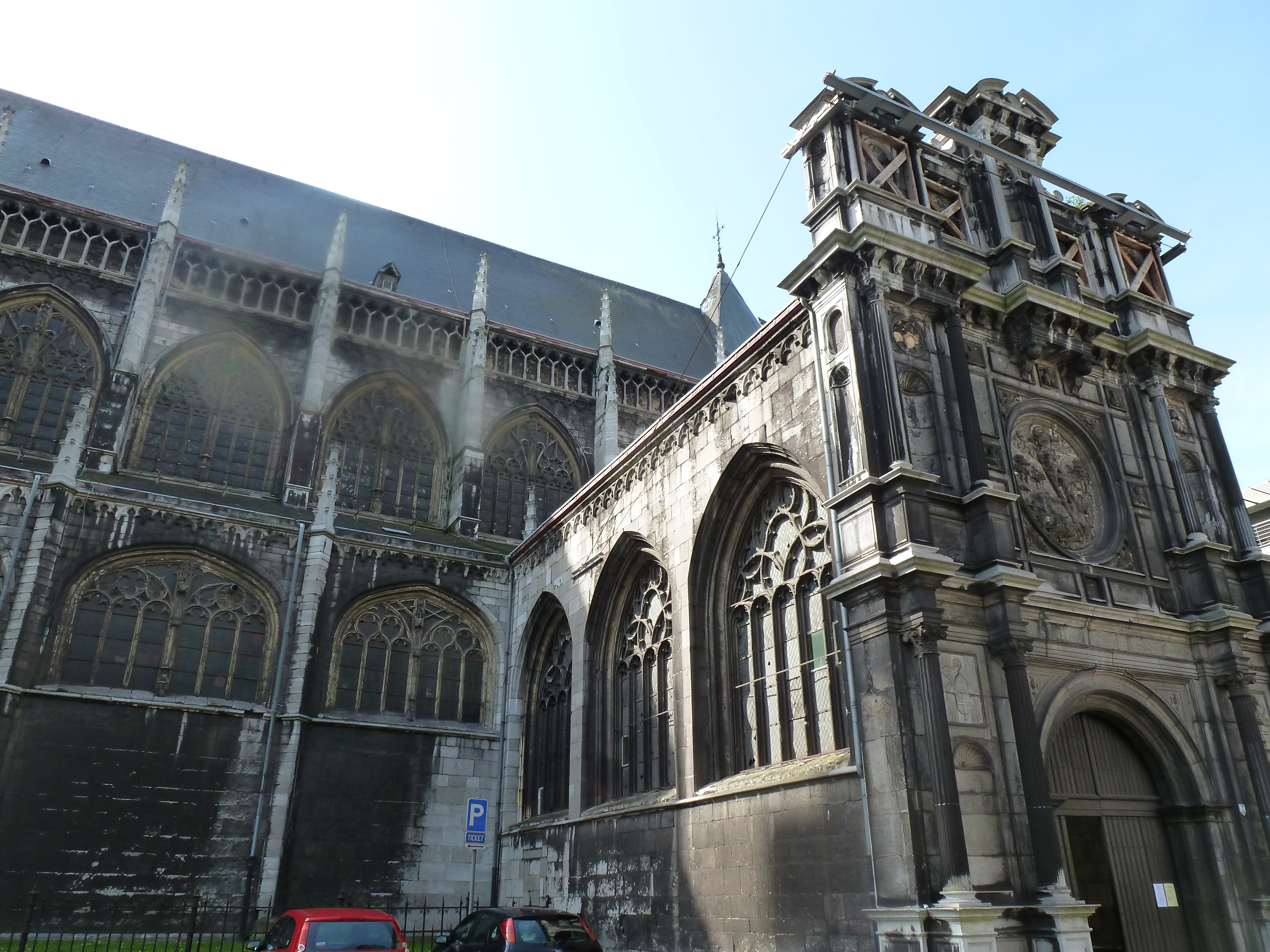
Portal der Saint-Jacques-Kirche, Lüttich
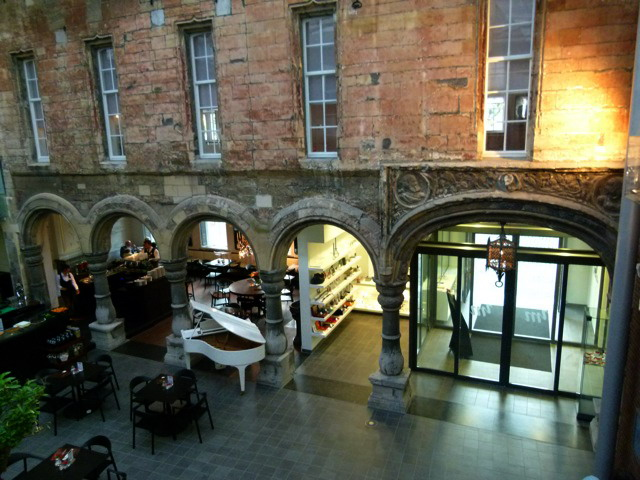
Innenhof des Spaans Gouvernement, Maastricht
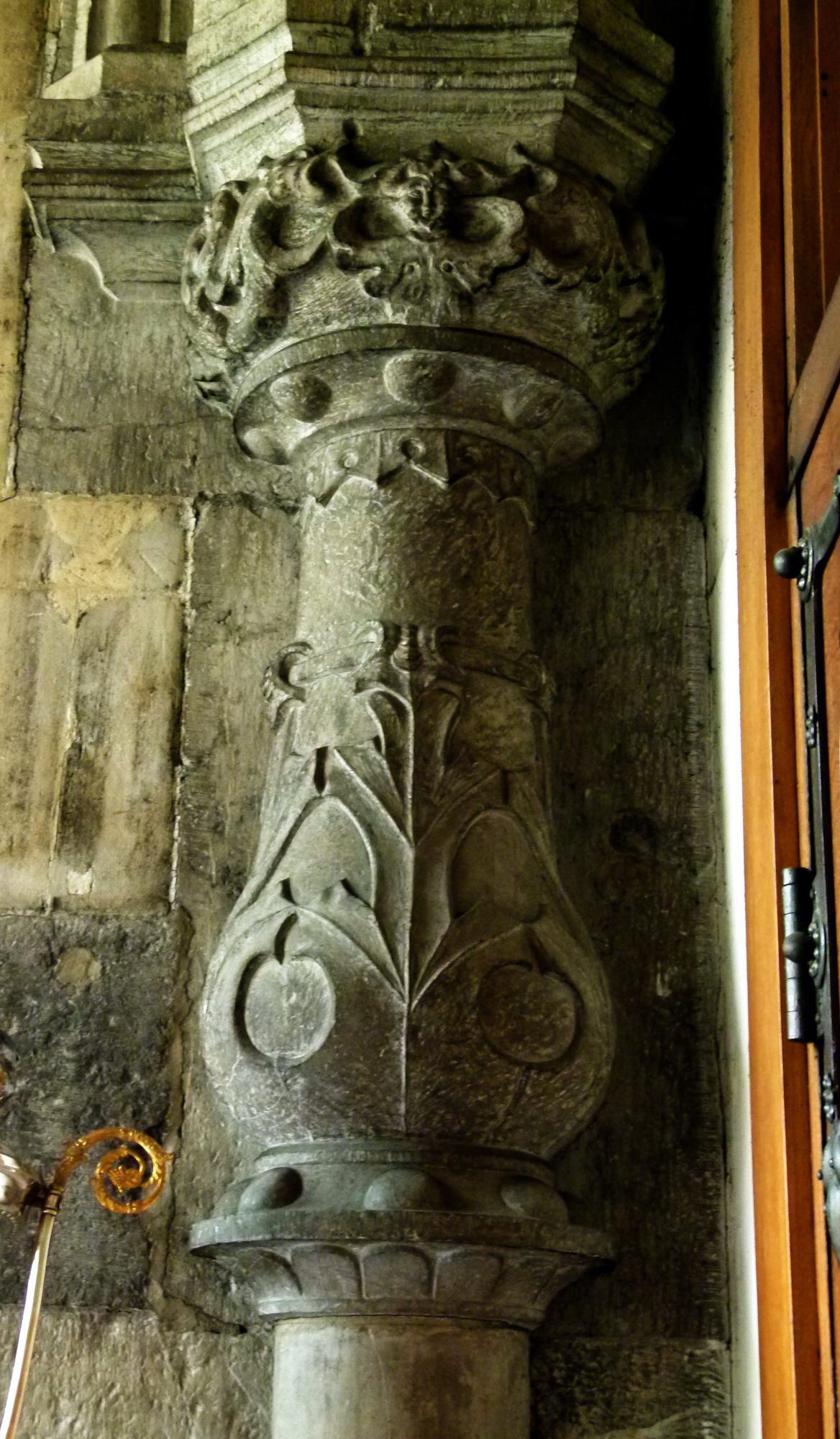
Detail im Kreuzgang der Liebfrauenbasilika, Maastricht

## Maasländische Renaissance
Anfang des 17. Jahrhunderts entwickelte sich aus diesem durch italienische Vorbilder inspirierten Stil eine lokale Variante, die nur indirekt Berührungspunkte mit der klassischen oder italienischen Renaissance aufweist. Dieser maasländische Renaissancestil wurde vor allem beim Bau von Klöstern, Schlössern, Vierkanthöfen und Rathäusern in der Stadt Lüttich und deren Umgebung angewandt, darüber hinaus im Herver Land, in Voeren, in der belgischen Provinz Limburg, im niederländischen Zuid-Limburg und, in geringerem Ausmaß, in Aachen und dessen Umgebung. Es existieren nicht viele Beispiele für Kirchen im maasländischen Renaissancestil. Dies liegt vielleicht darin begründet, dass während des Achtzigjährigen Kriegs nur wenige Kirchen in dieser Region gebaut wurden, und man sich später, im Zuge der Gegenreformation, häufiger für eine barocke Bauweise entschied. Als das Beispiel für den maasländischen Renaissancestil wird häufig das Lütticher Stadtpalais Curtius aus dem späten 16. Jahrhundert genannt.
Die meisten Bauwerke, die zu diesem Baustil gerechnet werden, sind auf traditionelle Weise gebaut, wobei häufig Speckschichten (d. h. Bänderungen vor allem aus Mergel), Fensterumrahmungen aus Blaustein, Wasserleisten, hochaufgehende Dächer und ausgeprägte Dachleisten unter der Traufe (häufig mit gemeißelten Stützauflagen) verwendet wurden. Die verwendeten Materialien sind meist einheimisch: Blaustein, Backstein und limburgischer Mergel. Von manchen Kunsthistorikern wurde diese „typisch maasländische“ Manier als eine Variante des brabantischen Baustils angesehen.

### Kirchen und Klöster

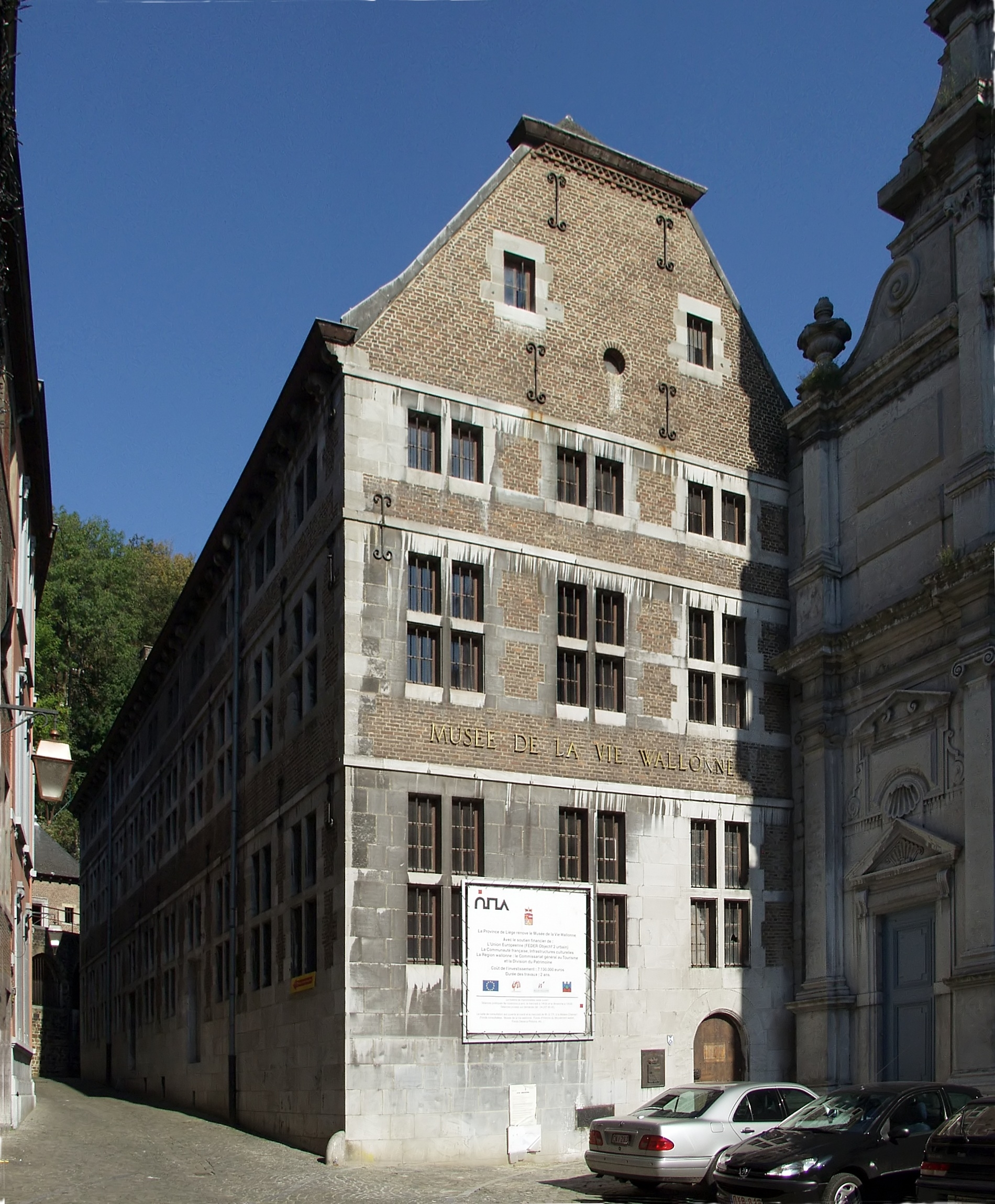
Ehemaliges Minoritenkloster, Lüttich
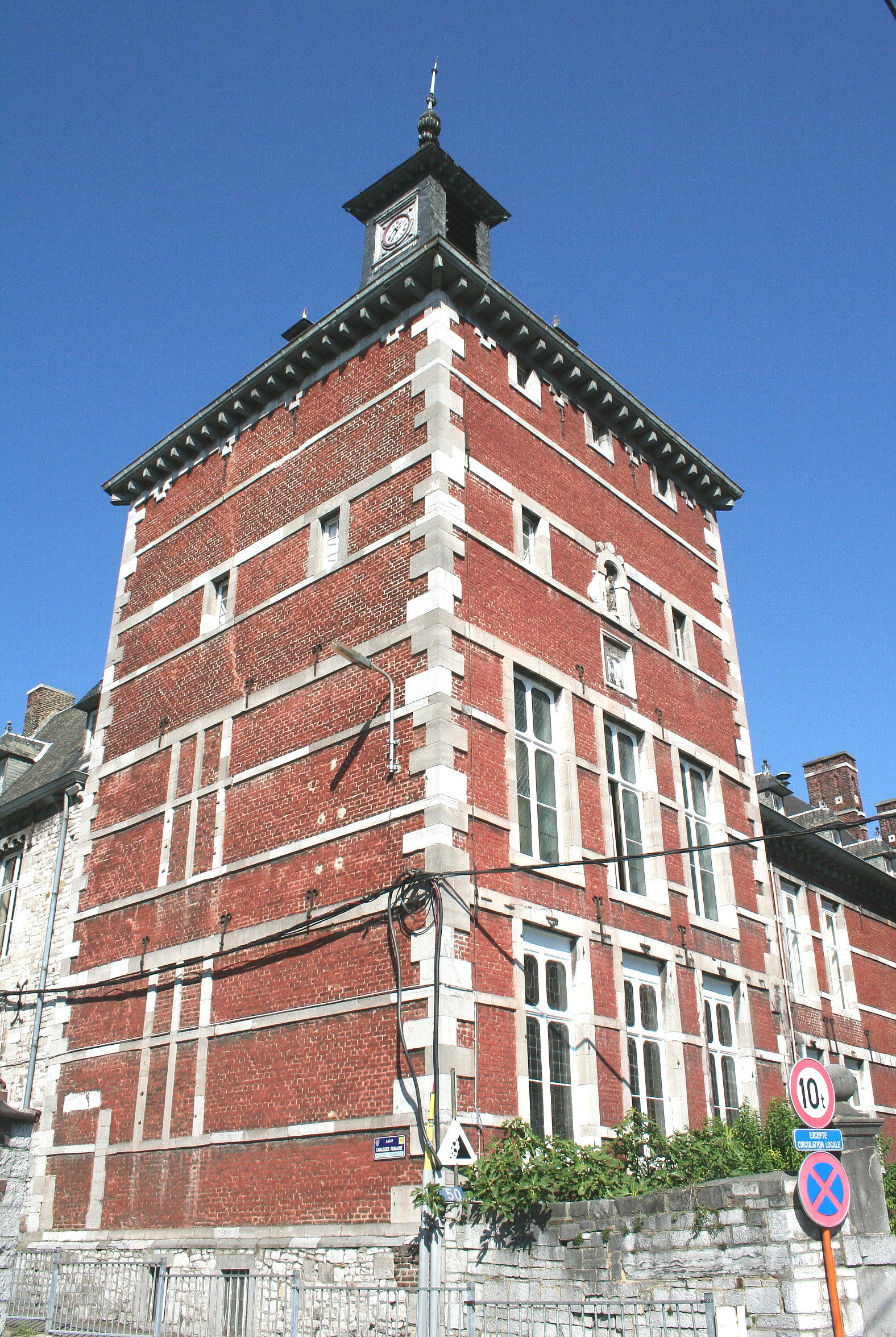
Abtei von Flône
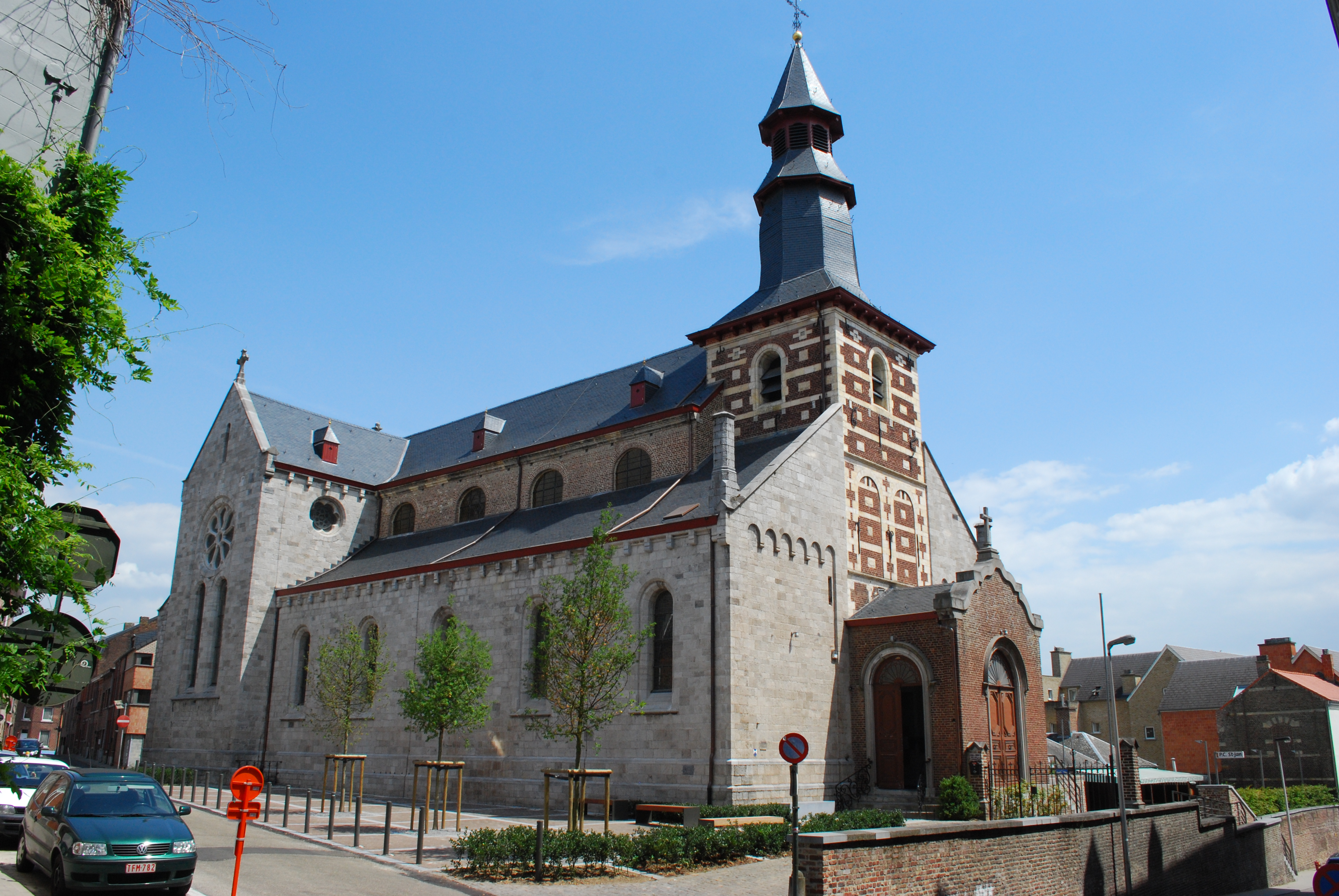
Türme der St-Jan-de-Doperkerk, Tongern
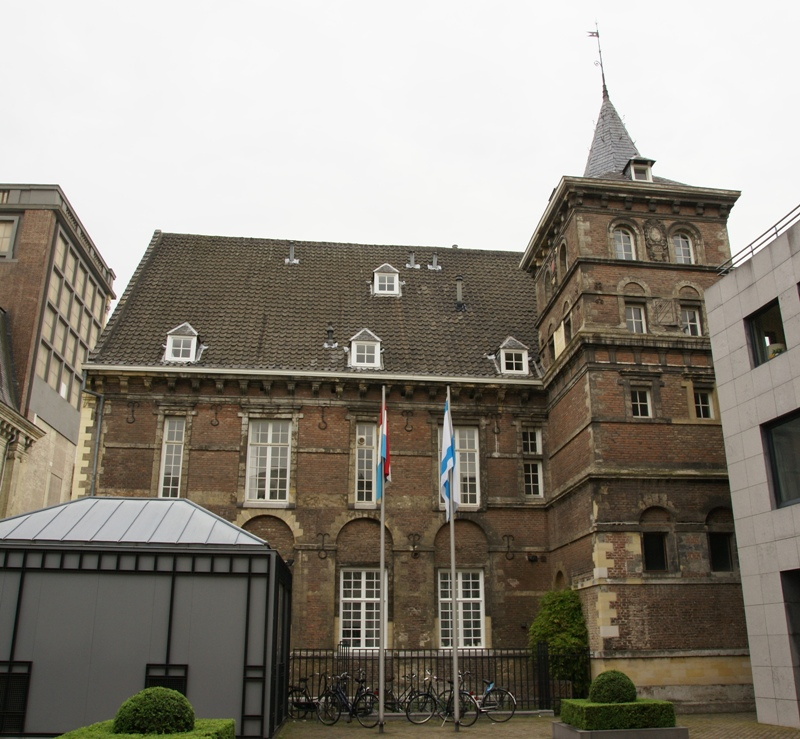
Jesuitenkloster, Maastricht

### Stadtpalais und öffentliche Gebäude

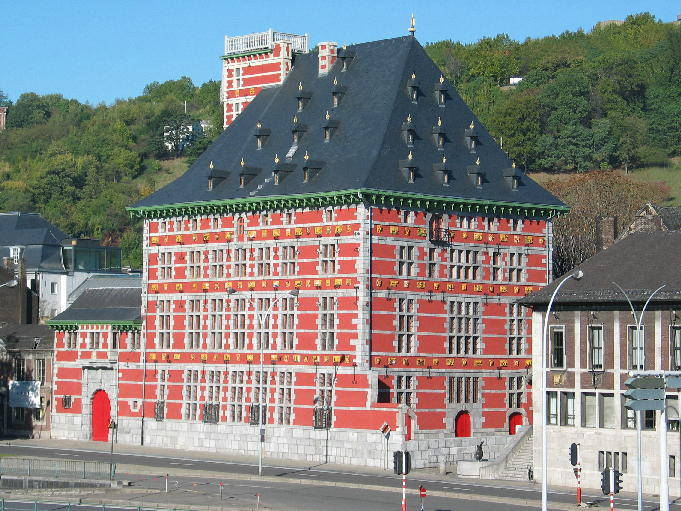
Stadtpalais Curtius, Lüttich
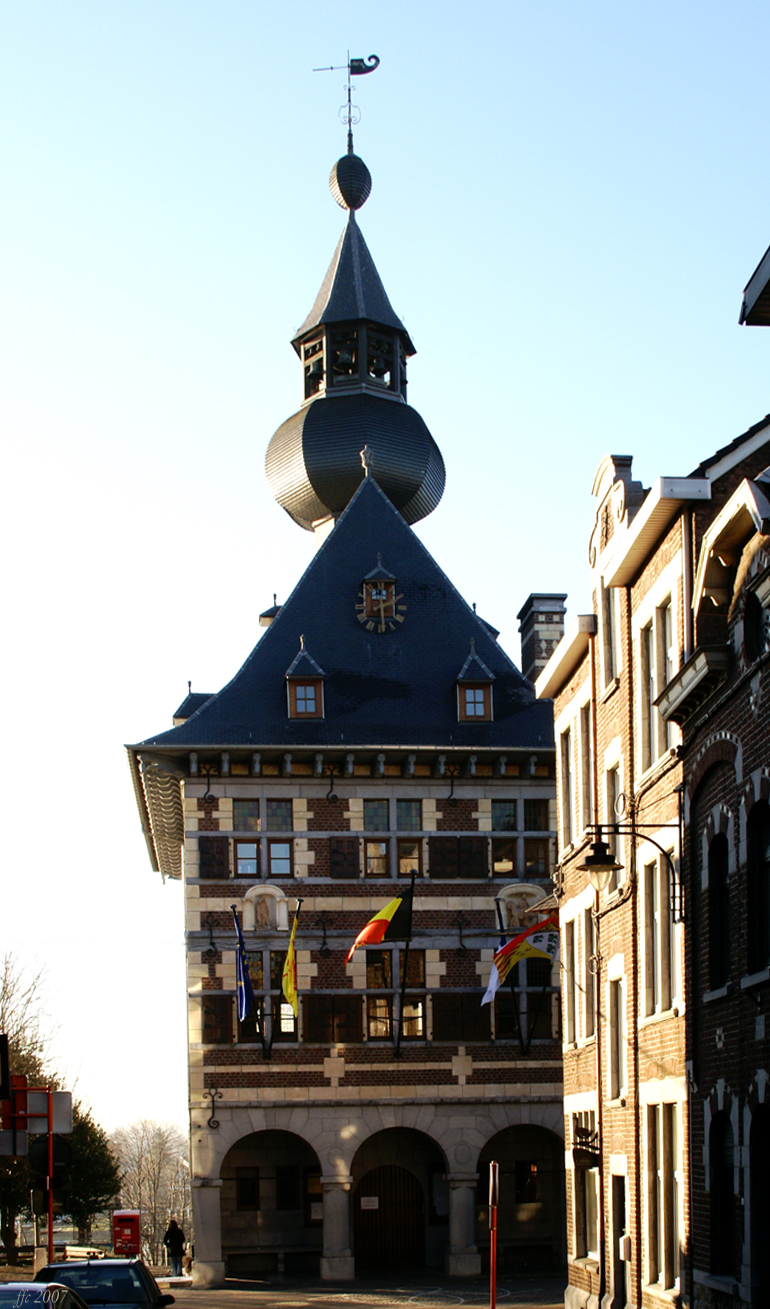
Rathaus von Visé

### Stadthäuser

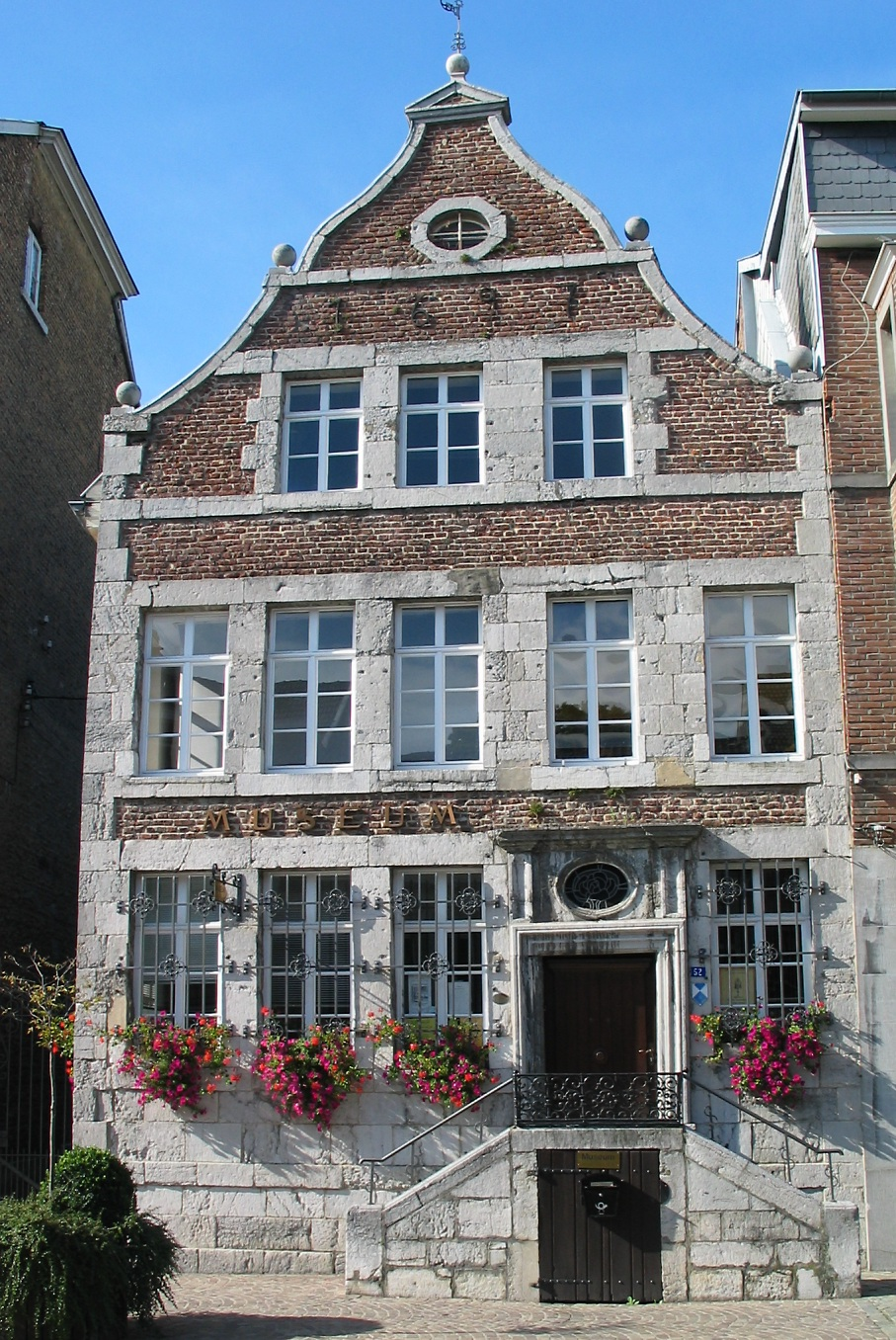
Stadtmuseum Eupen im Haus Gospertstraße 52
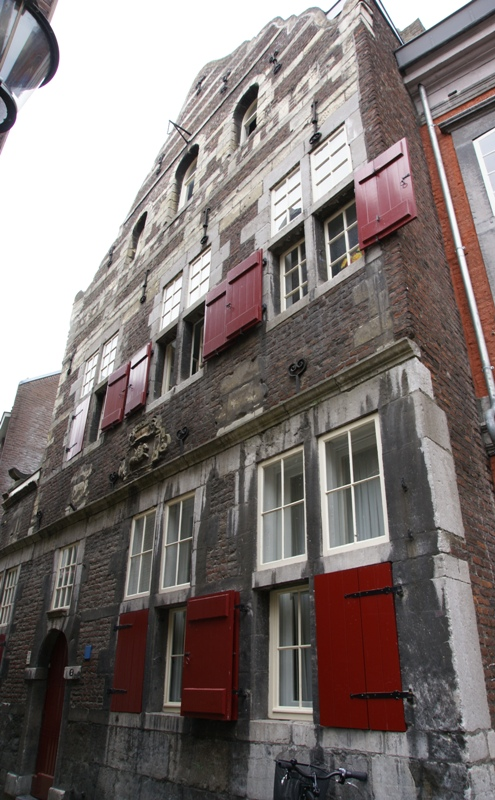
Haus in der Ridderstraat, Maastricht
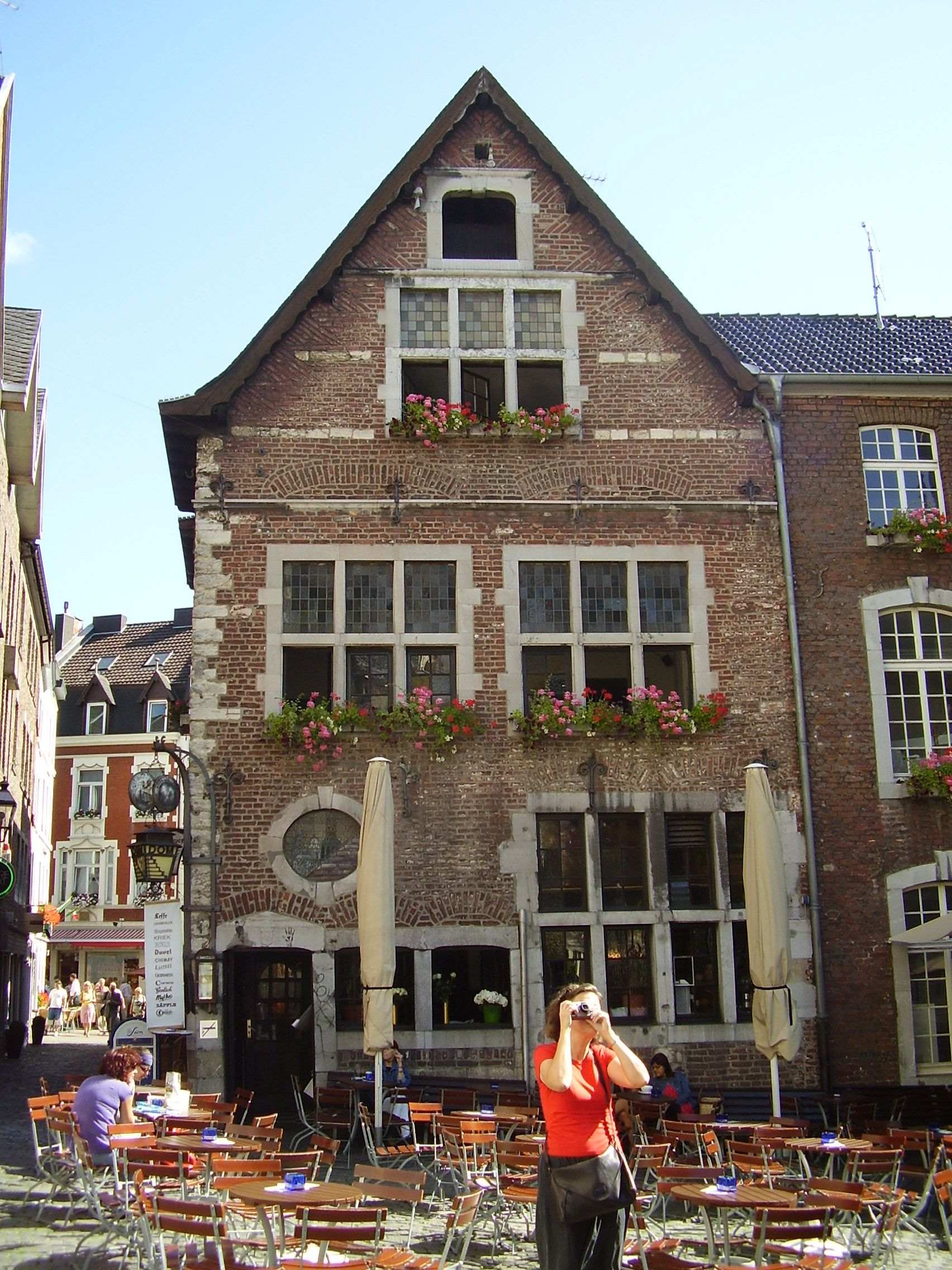
Domkeller, Aachen

### Schlösser und Bauernhöfe

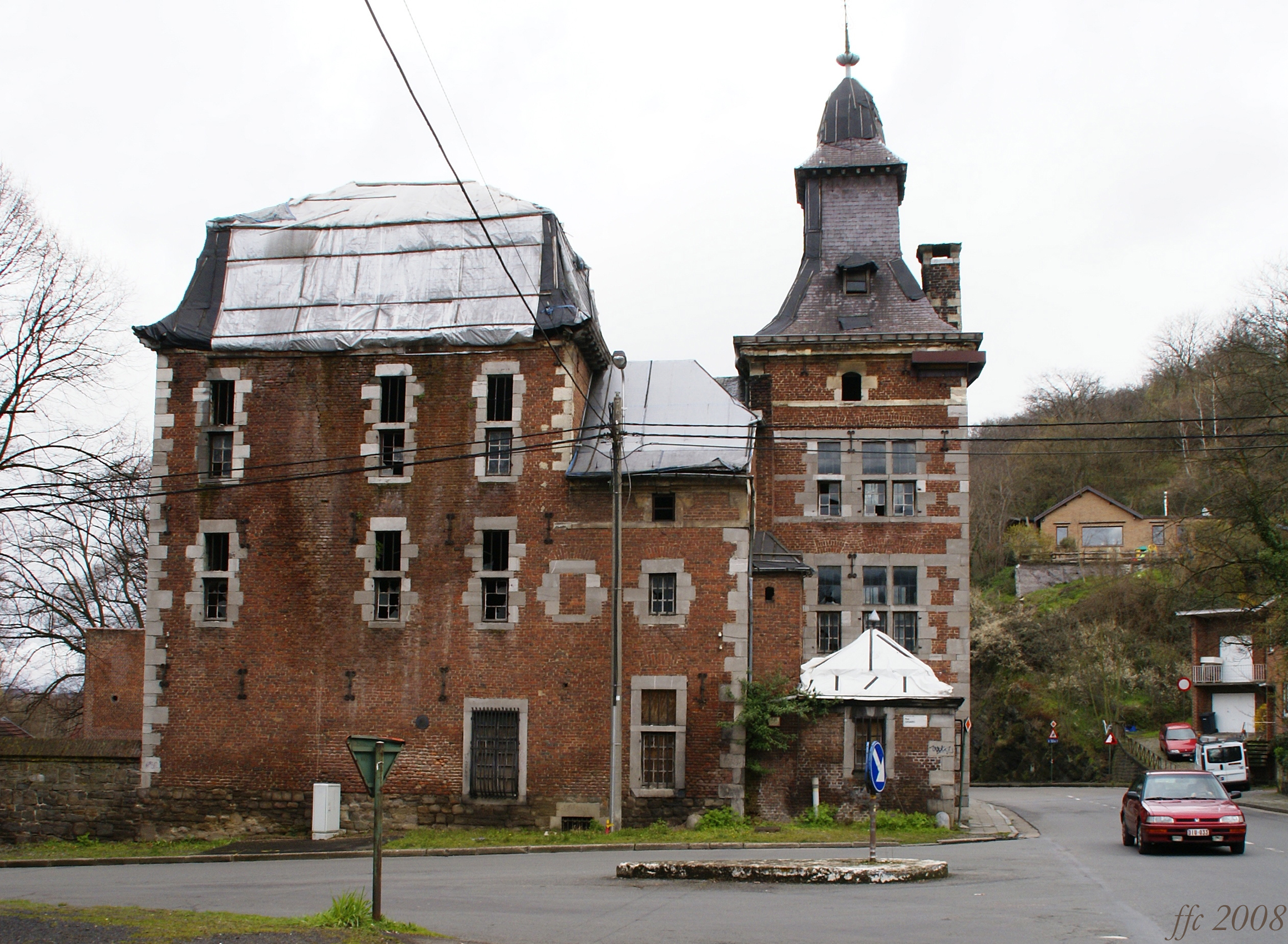
Schloss von Cheratte
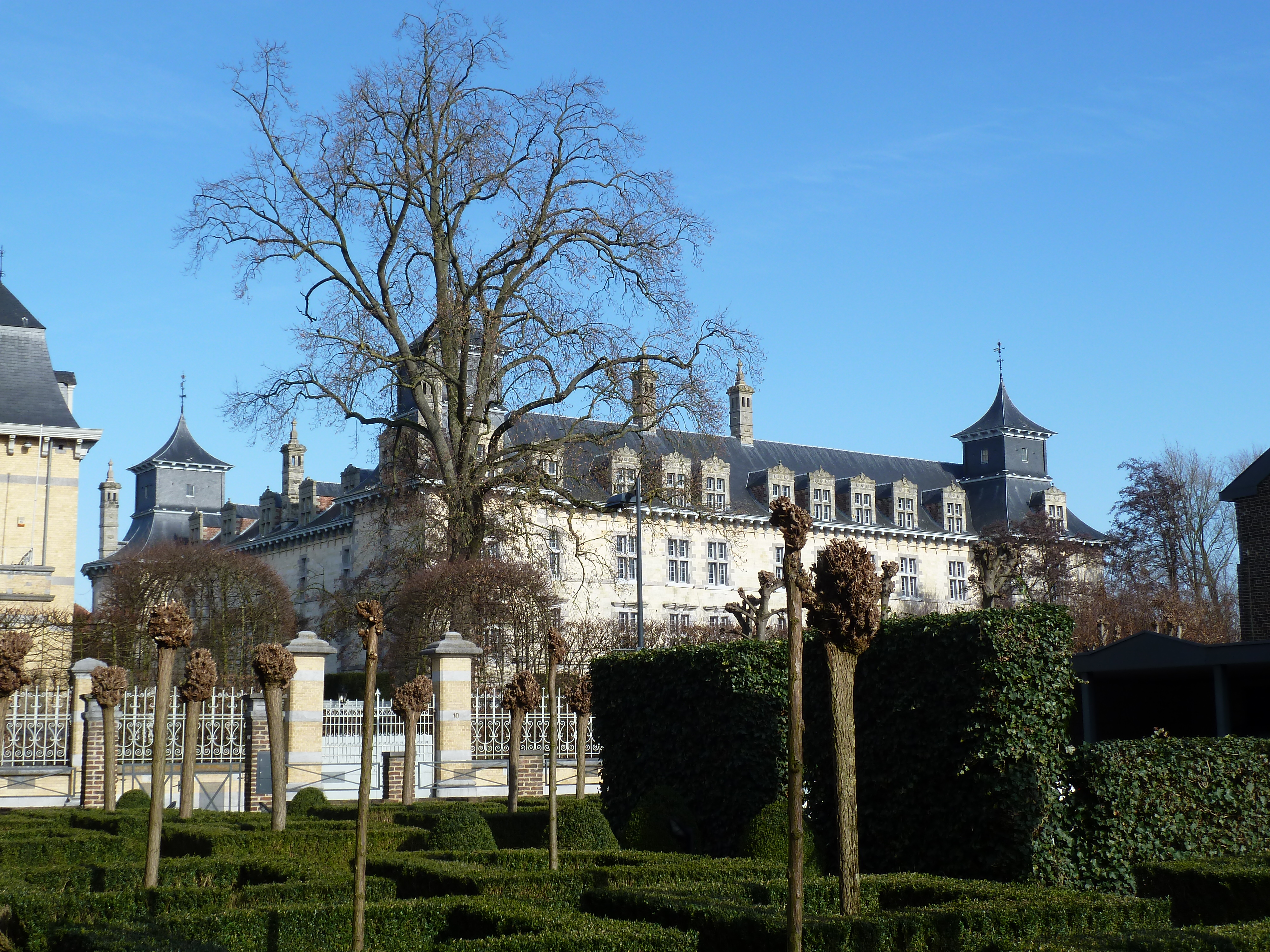
Schloss von Oud-Rekem
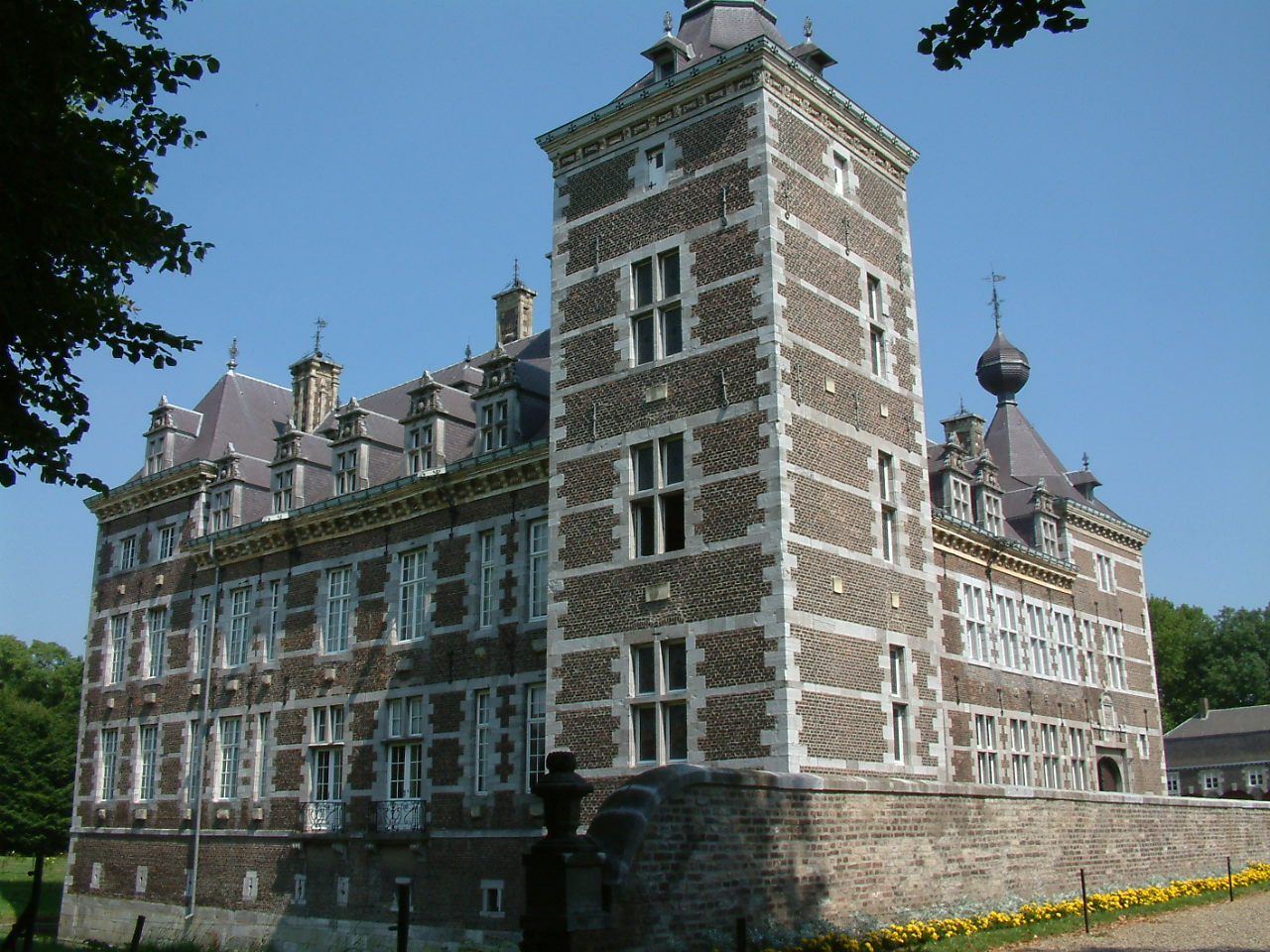
Schloss Eijsden
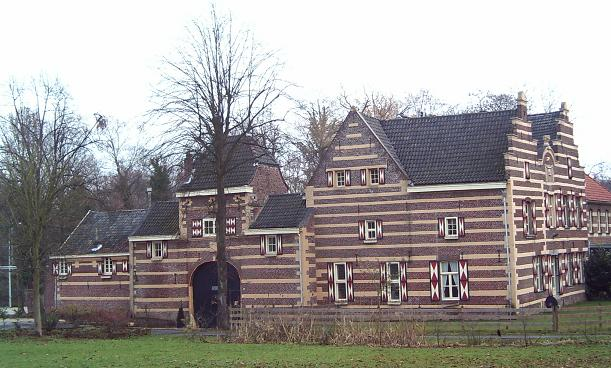
Schloss Huis De Dael, Nuth
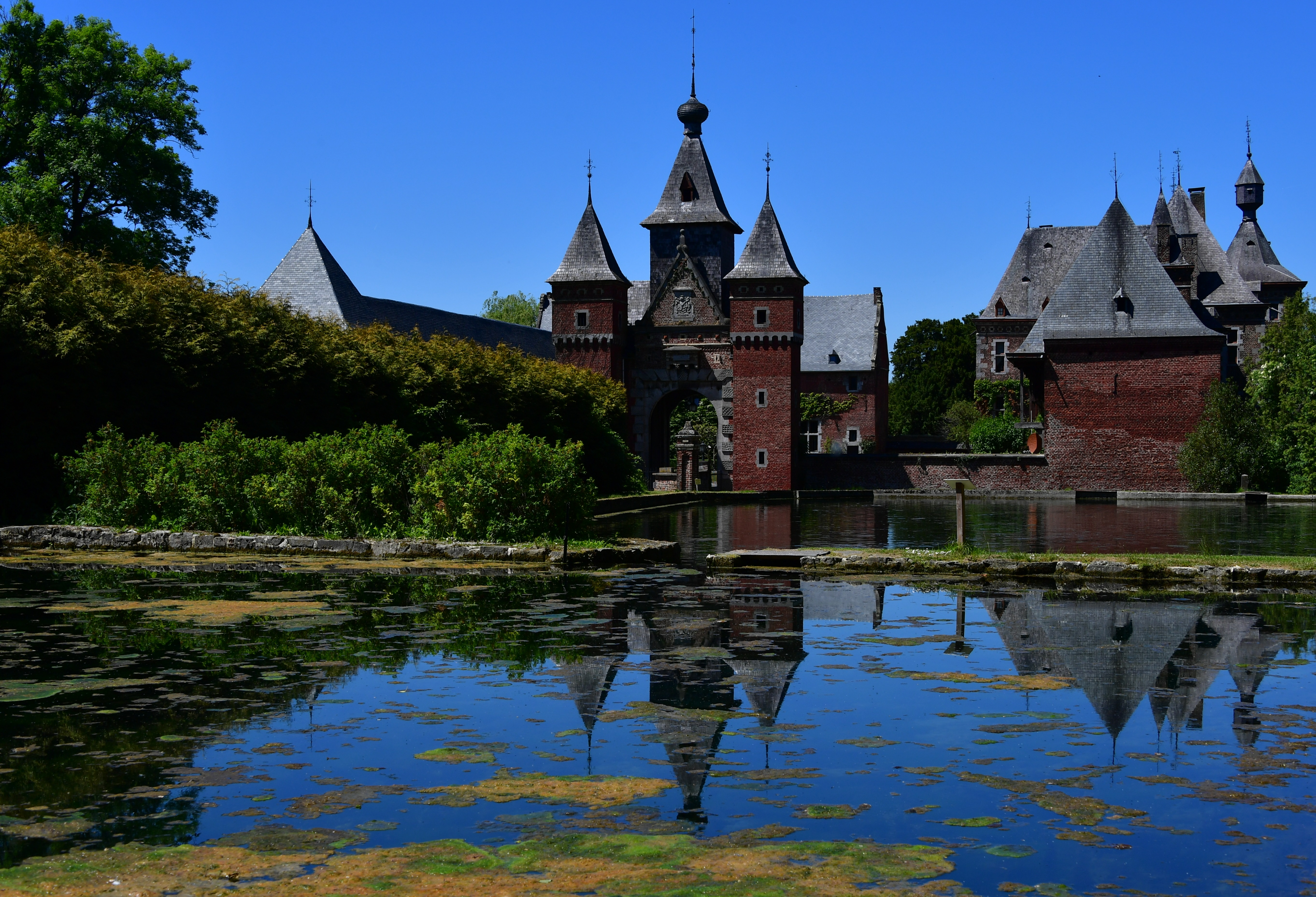
Schloss der Commanderie in Sint-Pieters-Voeren

## Neostile
Entstanden im 16. Jahrhundert, war der Lütticher-maasländische Renaissancestil in einem großen Gebiet rundum das Städtedreieck Lüttich–Maastricht–Aachen während des gesamten 17. Jahrhunderts über und zu Beginn des 18. Jahrhunderts überaus beliebt. Erst in der Mitte des 18. Jahrhunderts gewinnen die Ludwig-Stile (Louis-quatorze, Louis-quinze und Louis-seize) beim Bau von Schlössern und Bürgerhäusern die Oberhand. Ende des 19., Anfang des 20. Jahrhunderts erlebte der Baustil eine Wiederbelebung. Das Schloss Montjardin in Remouchamps ähnelt einem Bau aus dem 17. Jahrhundert, stammt tatsächlich aber aus dem Jahre 1871. Weitere Beispiele sind das Gebäude der Bank Delen am Boulevard D’Avroy in Lüttich, die Rathäuser von Chênée und Borgworm, die Direktorenvilla der ehemaligen Steinkohlemine von Zwartberg und das Schloss Karsveld nahe Gulpen.
In der zweiten Hälfte des 20. Jahrhunderts erlebte die maasländische Renaissance erneut ein Comeback, diesmal in einer modernen Variante: dem sogenannten pseudomaasländischen Stil. Dieser Stil ist von mit Backstein gefüllten Betonkonstruktionen geprägt. In vielen Fällen werden die tektonischen Fassaden mit hohen Dächern, kennzeichnend für viele Häuser aus dem 17. Jahrhundert in der Innenstadt von Lüttich und Maastricht, kombiniert. Beispiele dieses Stils sind vor allem in Maastricht zu finden: das Conservatorium Maastricht, das Warenhaus De Bijenkorf in der Straße Achter het Vleeshuis, das Hotel Maastricht, die Polizeiwache sowie das Gouvernement aan de Maas.

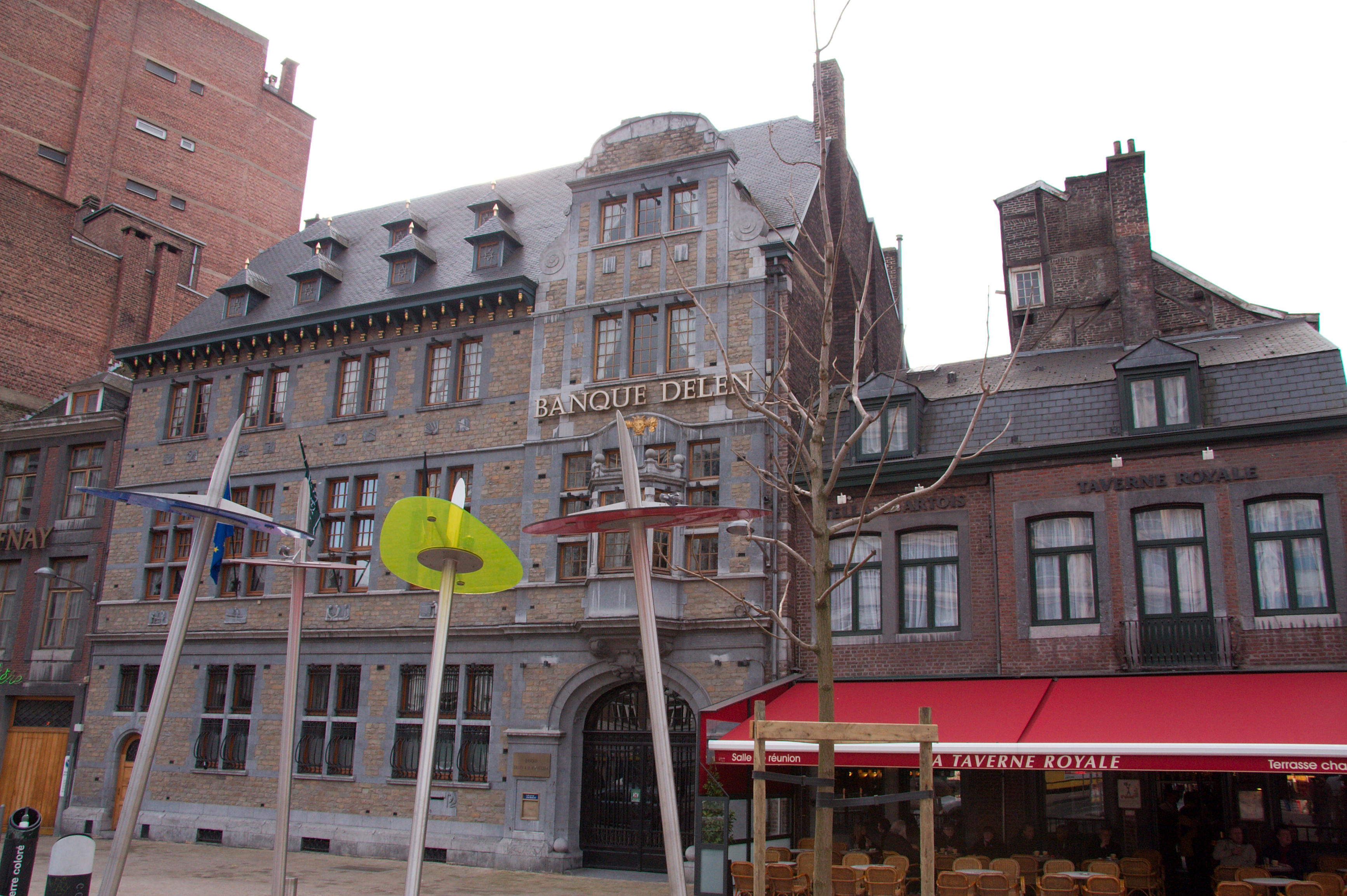
Bank Delen, Lüttich
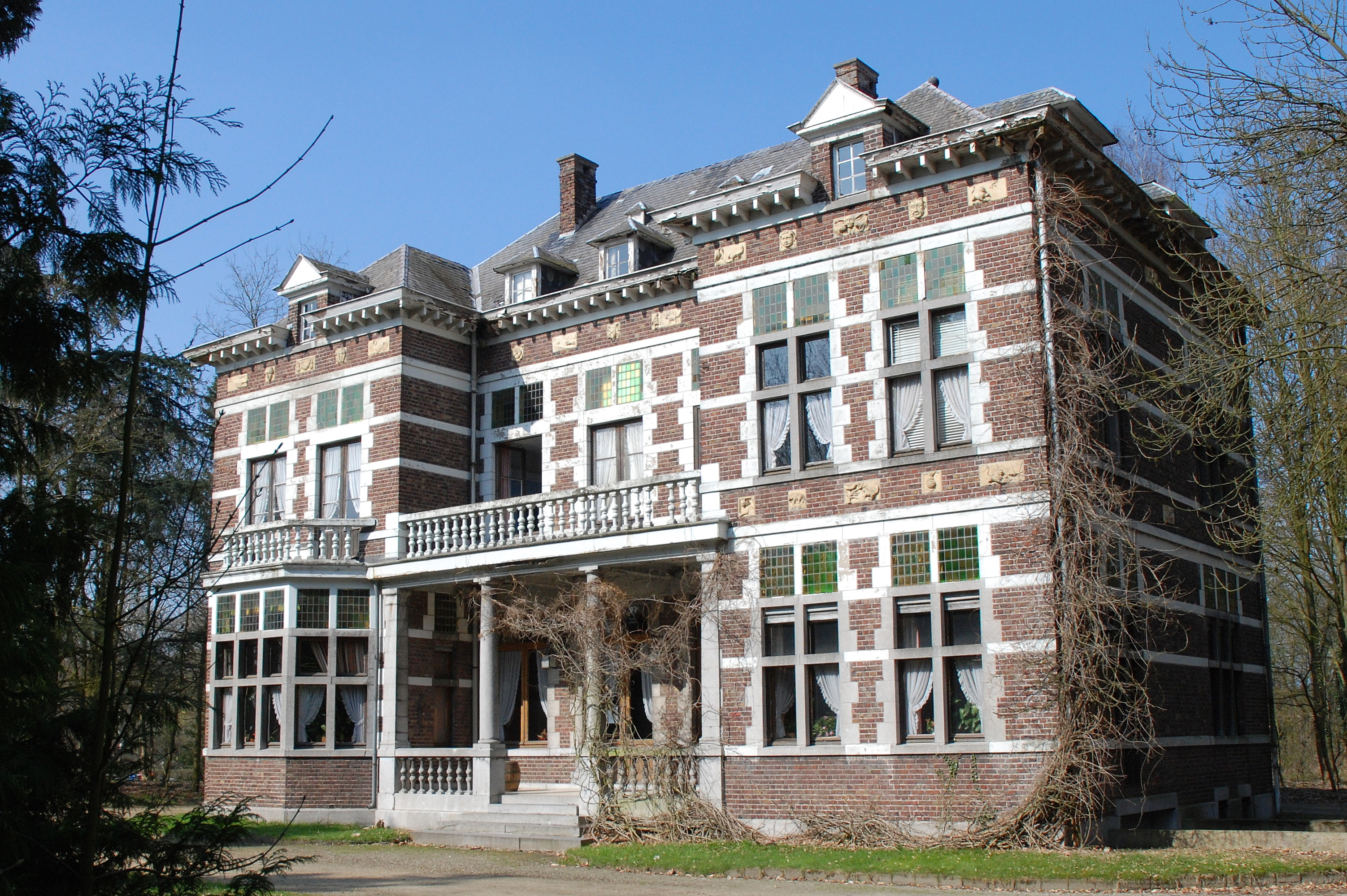
Direktorenvilla der Steinkohlemine Zwartberg
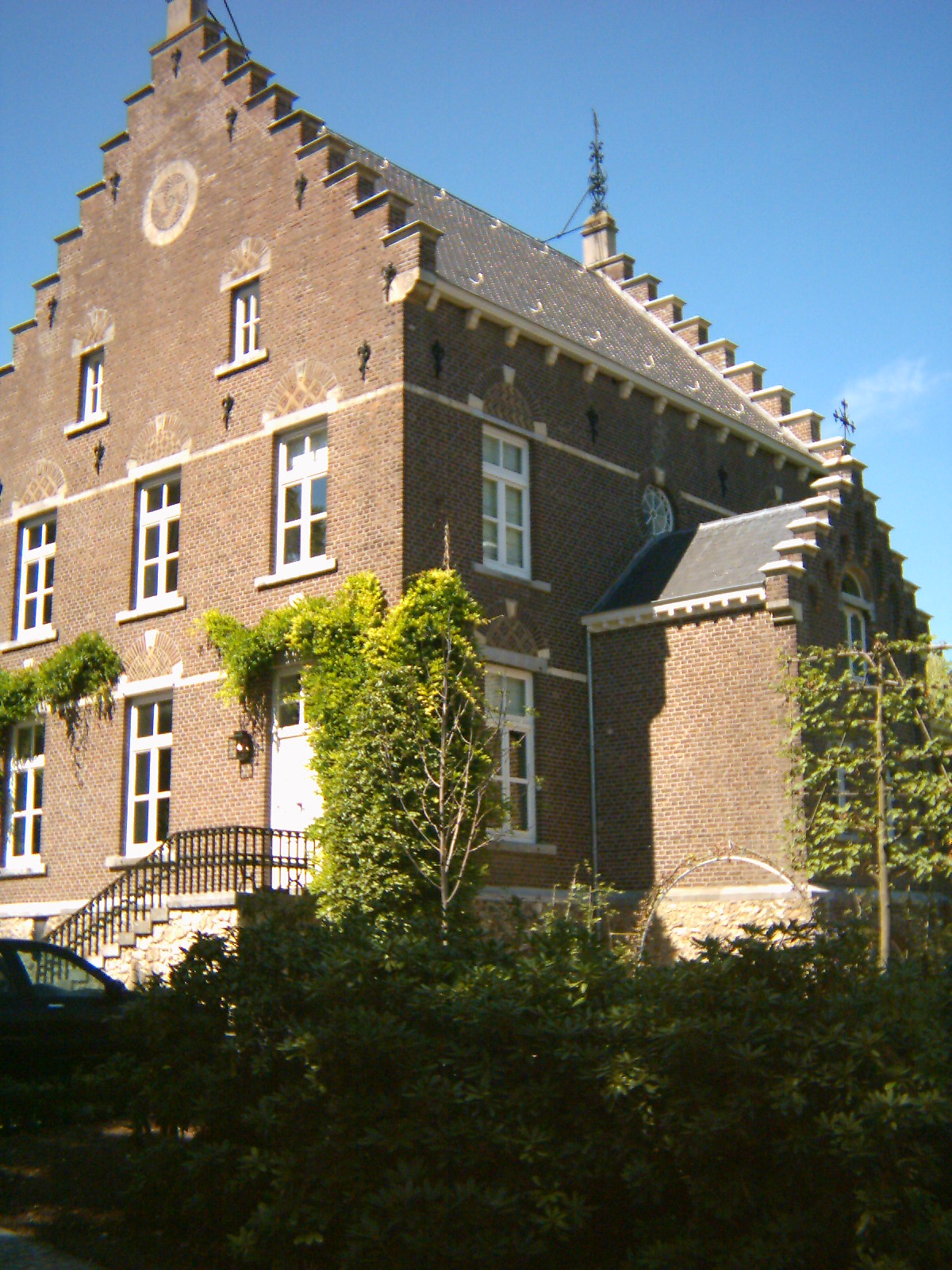
Schloss Karsveld, Gulpen
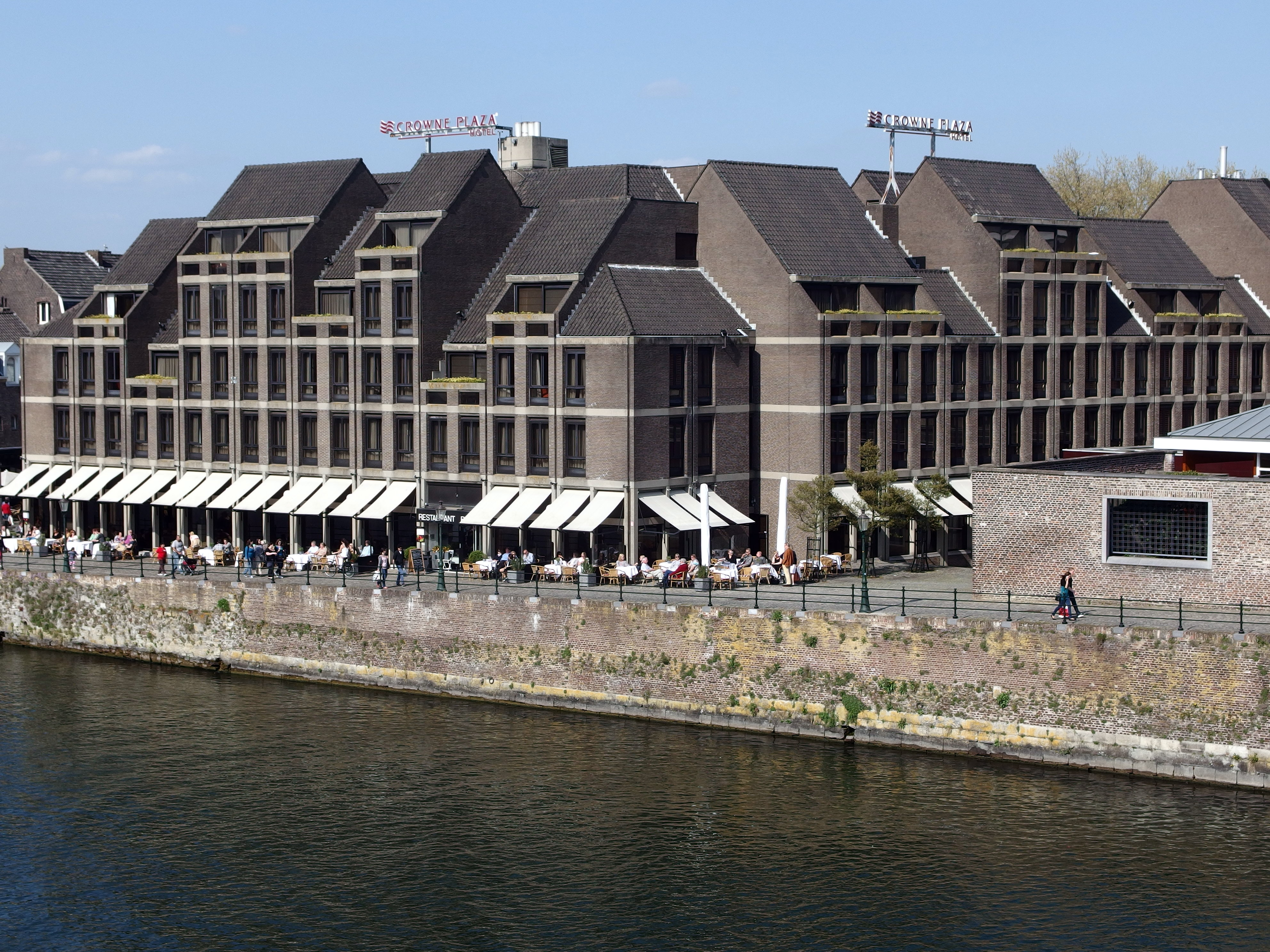
Hotel Maastricht